# Karl Schiess

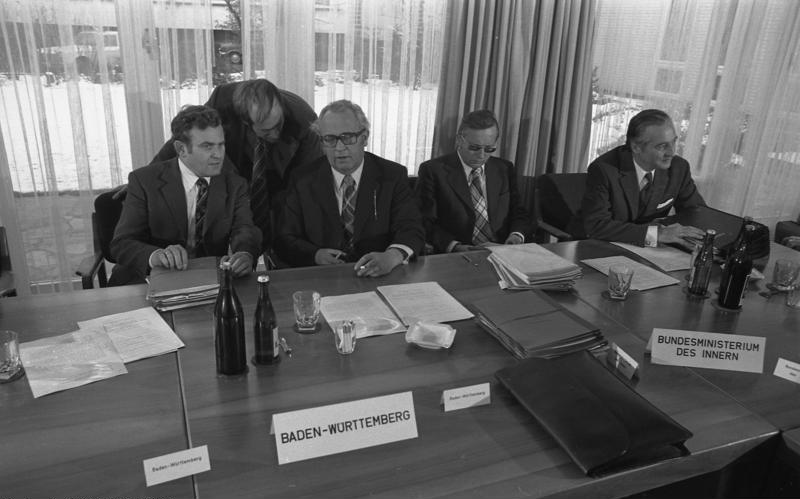
Karl Schiess (3. von links) auf einer Innenministerkonferenz 1973, ganz links sein Staatssekretär Erwin Teufel

Karl Schiess (* 25. März 1914 in Konstanz; † 8. September 1999 in Überlingen) war Jurist, Politiker der CDU und Rechtsanwalt.

## Ausbildung und Beruf
Karl Schiess studierte von 1936 bis 1940 Rechtswissenschaften, trat nach seinem Referendariat 1941 als Beamter in die badische Innenverwaltung und war zunächst beim Bezirksamt Lörrach (Landkreis Lörrach) tätig. Von 1940 bis 1946 war er Soldat und in Kriegsgefangenschaft.
Infolge seiner Parteizugehörigkeit zur NSDAP wurde er aus dem Staatsdienst entlassen und war 1946/47 vorübergehend als Landarbeiter tätig. 1949 wurde er wieder in den Staatsdienst übernommen und war bis 1951 Regierungsrat beim Landratsamt Konstanz, danach von 1951 bis 1955 Richter am badischen Verwaltungsgerichtshof in Freiburg im Breisgau.

## Politische Tätigkeit
Nach kurzer Tätigkeit von 1955 bis 1956 als Oberregierungsrat im Innenministerium Baden-Württemberg wurde er am 11. Januar 1956 zum Landrat im Landkreis Überlingen (heute zum Bodenseekreis) gewählt und 1963 in seinem Amt bestätigt.
Von 1964 bis 1980 war er als Landtagsabgeordneter des Wahlkreises Überlingen Mitglied im Landtag von Baden-Württemberg, vom 8. Juni 1972 bis zum 22. Februar 1978 war zusätzlich Innenminister des Landes Baden-Württemberg. Als Mitglied des Landtags und als Innenminister hatte er maßgeblichen Anteil an der Kreisreform in Baden-Württemberg und damit auch an der Bildung des Bodenseekreises, in dem der Landkreis Überlingen aufgegangen ist. Im Januar 1972 erließ der Minister – zusammen mit den Ministern der anderen Bundesländer – den Radikalenerlass, der die Überprüfung aller Beschäftigten im öffentlichen Dienst auf ihre Verfassungstreue anordnete; in Baden-Württemberg wurde dieser von Kritikern (mit Anspielung auf den „Schießbefehl“ an der Berliner Mauer) auch „Schiess-Erlass“ genannt.
1975 war er in die Abhöraffäre von Stammheim verwickelt. Nach dem 18. Oktober 1977, der sogenannten Todesnacht von Stammheim, war der Justizminister des Landes direkt zurückgetreten (mit Wirkung zum 2. November 1977), Karl Schiess wurde als Innenminister erst im Folgejahr durch den CDU-Fraktionsvorsitzenden Lothar Späth abgelöst.
Nach seinem Ausscheiden aus dem Amt des Innenministers war er bis kurz vor seinem Tode als Rechtsanwalt in Überlingen tätig.

## Ehrenamtliche Tätigkeit
Am 17. Juli 1980 wurde Schiess mit 74 von 88 Stimmen vom Landtag von Baden-Württemberg als Nachfolger des verstorbenen Franz Gog zum Richter am Staatsgerichtshof für das Land Baden-Württemberg gewählt. Er wurde am 26. Mai 1982 mit 87 von 92 Stimmen und am 4. Juli 1991 mit 85 von 93 Stimmen vom Landtag in diesem Amt bestätigt. Er amtierte bis zu seinem Rücktritt am 30. November 1997. Zu seinem Nachfolger wurde Martin Dietrich gewählt.
Ab 1974 war er Erster Vorsitzender des FC Überlingen.

## Ehrungen
- 1972: Verdienstkreuz 1. Klasse der Bundesrepublik Deutschland
- 1974: Großes Verdienstkreuz der Bundesrepublik Deutschland
- 1978: Großes Verdienstkreuz mit Stern der Bundesrepublik Deutschland[4]